# کبوتر دل‌خون لوزون
کبوتر دل‌خون لوزون یا کبوتر سینه‌خونی لوزون (نام علمی: Gallicolumba luzonica) نام یک گونه از تیره کبوتر است.